# Eurystomus azureus
Eurystomus azureus е вид птица от семейство Coraciidae. Видът е почти застрашен от изчезване.

## Разпространение
Видът е разпространен в Индонезия.